# Trachelopachys singularis
Trachelopachys singularis är en spindelart som först beskrevs av Lodovico di Caporiacco 1955.  Trachelopachys singularis ingår i släktet Trachelopachys och familjen flinkspindlar.
Artens utbredningsområde är Venezuela. Inga underarter finns listade i Catalogue of Life.